# Maurice de Gandillac
Maurice Patronnier (Koléa, província de Tipaza, 14 de febrer de 1906 - Neuilly-sur-Seine, 20 d'abril de 2006), més conegut com Maurici de Gandillac, fou un filòsof i historiador de la filosofia francès. La docència que va dispensar durant decennis a La Sorbona va exercir una gran influència sobre tota una generació de filòsofs francesos.

## Biografia
Va coincidir amb Jean-Paul Sartre al Liceu Louis-le-Grand i a l'École Normale Supérieure del carrer d'Ulm. Simone de Beauvoir el descriu amb el nom de Pierre Clairaut a les seves memòries. Fou un alumne brillant que tingué notables professors, entre els quals Georges Cantecor, que el va introduir en la filosofia de Friedrich Nietzsche i va frenar el seu naixent tomisme, i Étienne Gilson, que li va fer descobrir Nicolau de Cusa (1421-1464), el filòsof renaixentista a qui va dedicar la seva tesi doctoral el 1941.
Professor de filosofia al Liceu Pasteur de Neuilly-sur-Seine i, després, a La Sorbona del 1946 al 1977. Filòsof de mentalitat oberta, va dirigir els primers treballs de Michel Foucault, Jacques Derrida, Jean-François Lyotard, Louis Althusser i Gilles Deleuze quan eren estudiants. Maurici de Gandillac va ser també el primer traductor al francès de Walter Benjamin.
El 2005 publicà amb l'escriptor Jean Ricardou, ideòleg de la textique i promotor de les trobades del Centre Cultural Internacional de Cerisy-la-Salle, una obra de poesia titulada Bestiaire latéral, la qual presenta un gran nombre d'animals imaginaris el nom dels quals és un anagrama de la paraula «bestiari».

## Obra publicada
- La sagesse de Plotin. Paris, Hachette, 1952.
- Dante. Présentation, choix de textes, chronologie bibliographique, index par Maurice de Gandillac. Éditions Seghers, Paris, 1968
- Genèses de la modernité. Les douze siècles où se fit notre Europe – De la «Cité de Dieu» à «La Nouvelle Atlantide», Éditions du Cerf, 1992 ISBN 2-204-04503-9
- Le Siècle traversé. Souvenirs de neuf décennies, Albin Michel, Paris, 1998 ISBN 2-226-10467-4
- Œuvres complètes, Pseudo-Denys l'Aréopagite, Aubier, 1998 ISBN 978-2700734621